# 梁宝仪
梁宝仪（1993年11月21日—），香港女子自行车运动员，2015年亚洲自行车锦标赛女子团体追逐赛银牌得主、2017年亚洲场地自行车锦标赛女子团体追逐赛银牌得主、2020年亚洲场地自行车锦标赛女子个人追逐赛银牌得主和女子记分赛铜牌得主、2022年亚洲运动会女子团体追逐赛铜牌得主。